# Åsebogöl
Åsebogöl är en sjö i Åtvidabergs kommun i Småland och ingår i Storåns huvudavrinningsområde.